# Amor vacui

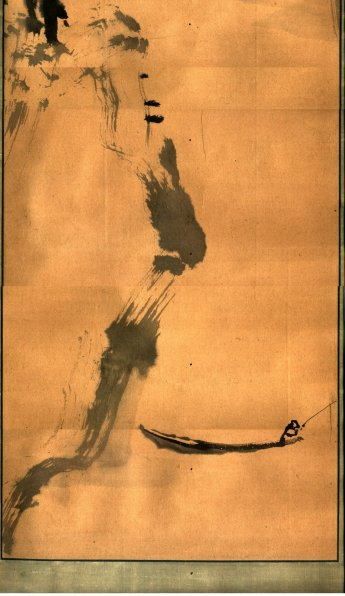
Obraz Bunchō Taniego w stylu zen, okres Edo

Amor vacui (łac. „upodobanie pustki”) – tendencja do ograniczania ilości niepotrzebnych elementów w dziele sztuki lub otaczającej przestrzeni, upodobanie do dużych, niezapełnionych powierzchni i estetycznego minimalizmu, charakterystyczna m.in. dla estetyki japońskiej.